# Corvina (U-Boot)
Die USS Corvina (SS-226) war ein U-Boot der United States Navy, welches im Zweiten Weltkrieg auf dem pazifischen Kriegsschauplatz zum Einsatz kam und bereits auf seiner ersten Mission 1943 versenkt wurde. Das U-Boot gehörte der Gato-Klasse an und wurde als 59. Einheit dieses Typs fertiggestellt. Die Corvina, benannt nach dem Fisch Corvina (zur Gattung Cynoscion gehörend), wurde am 21. September 1942 auf der Werft der Electric Boat Corporation in Groton (US-Bundesstaat Connecticut) auf Kiel gelegt, lief am 9. Mai 1943 von Stapel und wurde schließlich am 6. August 1943 in Dienst gestellt. Erster (und zugleich letzter) Kommandant des U-Bootes war Commander Roderick Shanahan Rooney.

## Dienstzeit
Nach der Fertigstellung des U-Bootes absolvierte die Besatzung zunächst zwischen dem 22. August und Mitte September 1943 Test- und Ausbildungsfahrten vor den Küsten von Rhode Island und Connecticut. Im Anschluss wurde die Corvina zur in Pearl Harbor stationierten Submarine Squadron (Subron) 4 der US-Pazifikflotte detachiert. Das Boot verließ am 18. September 1943 New London, passierte am 29. September den Panamakanal und traf schließlich am 14. Oktober 1943 in Pearl Harbor ein.
Von dort aus brach die Corvina am 4. November 1943 zu ihrer ersten Feindfahrt auf. Ziel dieser Mission war die Observierung des japanischen Schiffsverkehrs um die starke japanische Basis Truk und im Gebiet der südlichen Karolinen. Das Boot sollte bei diesem Einsatz, welcher im Kontext der anlaufenden US-Offensive gegen die Gilbertinseln stattfand und welcher als riskant eingestuft wurde, gemeinsam mit den beiden US-U-Booten Drum und Blackfish operieren. Nachdem die Corvina am 6. November 1943 auf dem Johnston-Atoll einen kurzen Zwischenstopp eingelegt und dort ihre Treibstoffreserven aufgefüllt hatte, lief das U-Boot in die Seegebiete südlich von Truk weiter. Ab diesem Zeitpunkt meldete sich die Corvina nicht mehr. Mitte März 1944 räumte die US-Marine schließlich ein, dass das U-Boot für als in Verlust geraten angesehen wird. (Nach anderen Quellen wurde der Verlust des U-Bootes bereits am 23. Dezember 1943 offiziell eingeräumt.)

Da zunächst völlig unklar war, was dem U-Boot zugestoßen sein könnte – auch über einen Unfall oder einen Kontakt mit einer treibenden Seemine wurde spekuliert –, galt die Corvina samt der gesamten Besatzung jahrelang als verschollen. Erst nach Kriegsende 1945 und nachdem japanische Berichte seitens der US-Marine ausgewertet werden konnten, konnte rekonstruiert werden, was dem Boot zugestoßen war. 

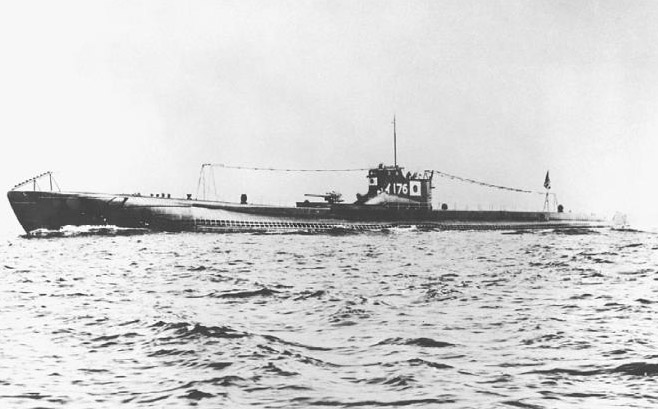
Das japanische U-Boot I 176.

## Versenkung derCorvina
In der Nacht des 16./17. November 1943, kurz nach 23:00 Uhr, entdeckte das japanische U-Boot I 176 (unter dem Kommando von Kaigun-Shōsa Yamaguchi Kazuo) die aufgetaucht und mit langsamer Fahrt marschierende Corvina etwa 300 Seemeilen südlich von Truk. Die japanischen Brückenbeobachter konnten das gegnerische Boot, bei glatter See und bedingt durch helles Mondlicht, auf eine Distanz von rund acht Kilometern ausmachen. Weswegen die Besatzung des US-U-Bootes, das über Radar verfügte, die Japaner nicht bemerkte, ist unklar. Möglicherweise fanden Wartungsarbeiten am Radargerät statt. Dieser Umstand ist allerdings unverständlich ob der mangelnden Wachsamkeit der Crew des US-U-Bootes, da diese mit der Gegenwart eines japanischen U-Bootes zu rechnen gehabt hätte, da die Corvina zuvor über die alliierte Funkbeobachtung (siehe Ultra) die Information erhalten hatte, dass ein japanisches U-Boot im betreffenden Seegebiet operierte beziehungsweise die Order erhalten hatte, dieses Boot nach Möglichkeiten abzufangen.
Das japanische U-Boot tauchte zunächst ab und schlich sich, ohne von der Besatzung des US-U-Bootes bemerkt zu werden, in den nächsten knapp zwei Stunden in eine gute Schussposition an die Corvina heran. Um 1:20 Uhr feuerte I 176, auf der Steuerbordseite des Gegners stehend und aus rund 2.000 Metern Entfernung, drei Torpedos auf die Corvina ab. Knapp 25 Sekunden später trafen zwei der Torpedos das US-U-Boot, welches daraufhin explodierte und innerhalb von Sekunden versank. Kaigun-Shōsa Yamaguchi ließ I 176 danach auftauchen und umfuhr den Untergangsort, wo sich Öl und Trümmer an der Meeresoberfläche ansammelten. Er fand allerdings keine Überlebenden. Der Untergangsort des US-U-Bootes liegt etwa auf 5° 50′ N, 151° 10′ O.
Mit der Corvina waren Commander Rooney und alle 81 Besatzungsangehörigen untergegangen.

## Anmerkung und Trivia
Die Corvina war das einzige U-Boot der United States Navy, das im Zweiten Weltkrieg durch die Attacke eines gegnerischen U-Bootes verloren ging. Zudem war das U-Boot die bislang einzige Einheit in der Geschichte der US-Marine, die auf den Namen Corvina getauft wurde.